# 纽伯里街

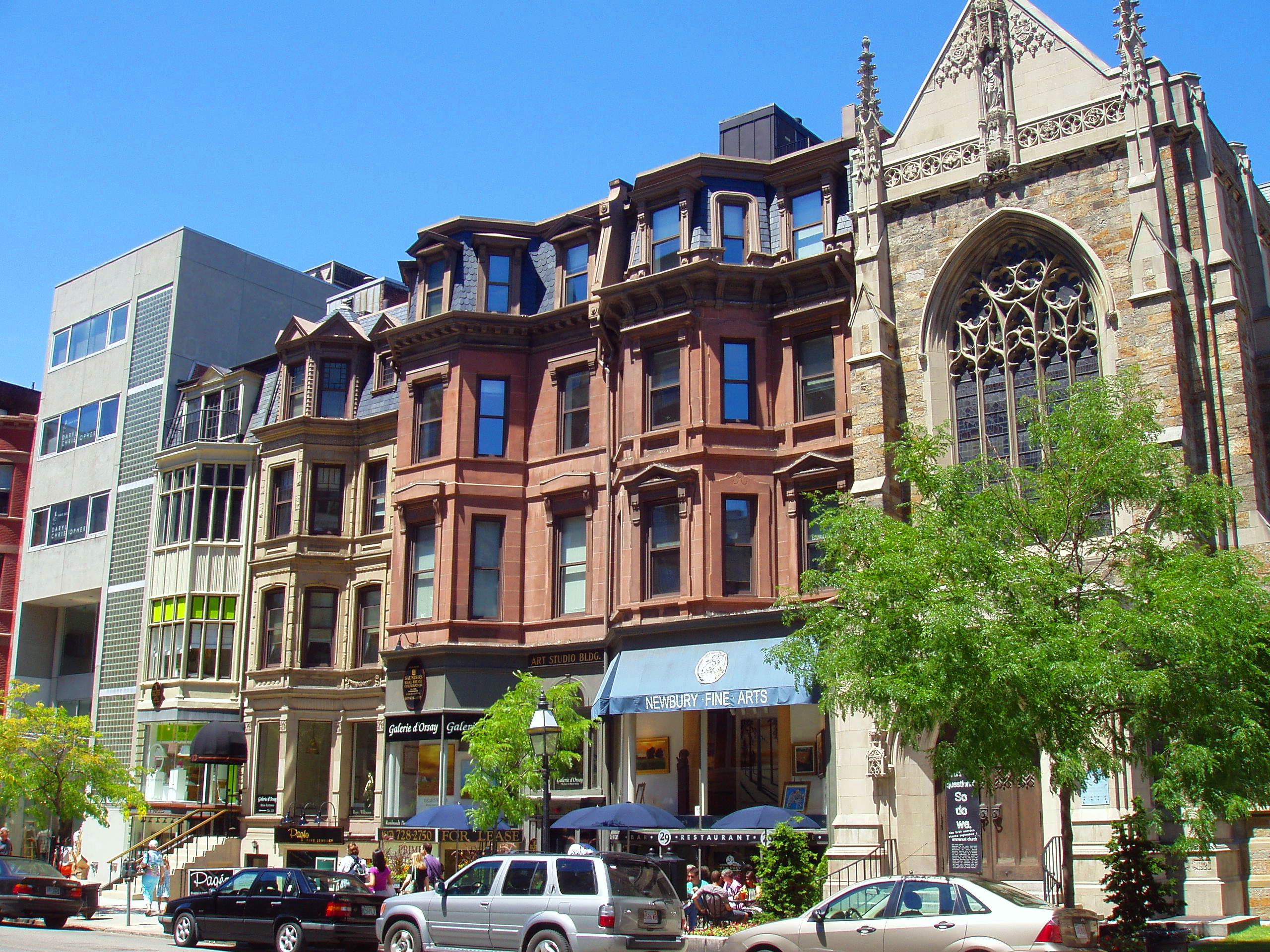
纽伯里街波士顿公共花园附近混杂的建筑风格

纽伯里街（Newbury Street）是波士顿后湾街区的一条街道，东西走向，从公共花园到马萨诸塞州大道，沿线与多条主干道交叉。 
纽伯里街是波士顿的最好的购物街之一，东段一英里长的街道两旁是历史悠久的19世纪石砌建筑，开设数以百计的商店和餐馆，使其成为游客和当地居民一个热门的目的地。最高端的奢侈品店位于纽伯里街末端波士顿公共花园附近（讽刺的是由于门牌号码被称为“低纽伯里”）。随着门牌号码改变，商店变得稍微便宜一些，也更波西米亚。街道的西段北侧主要是联邦大道上建筑物的停车场和后勤区域。